# Rana chosenica
Rana chosenica é uma espécie de anfíbio da família Ranidae.
Pode ser encontrada nos seguintes países: Coreia do Norte, Coreia do Sul e possivelmente na China.
Os seus habitats naturais são: marismas intermitentes de água doce, lagoas e terras irrigadas.
Está ameaçada por perda de habitat.